# Taxat-Senat
Taxat-Senat est une commune française située dans le département de l'Allier, en région Auvergne-Rhône-Alpes.

## Géographie
Le village de Taxat-Senat est situé au sud du département de l'Allier, à 11,9 km au nord-nord-ouest de Gannat, à 23,5 km à l'ouest de Vichy et à 43,4 km au sud de Moulins. Ces distances s'entendent à vol d'oiseau.
Six communes sont limitrophes de Taxat-Senat :
| Chezelle   | Chantelle   |                |
| Bellenaves | Taxat-Senat | Ussel-d'Allier |
| Naves      |             | Charroux       |

### Transports
Le territoire communal est traversé par les routes départementales (RD) 42 (liaison de Chantelle à Jenzat) et 987 (de Chantelle à Bellenaves). Les RD 223 et 483 passent par le centre-bourg.
Au nord de la commune, la RD 523 relie Chezelle au village d'Échiat.

### Climat
Pour des articles plus généraux, voir Climat d'Auvergne-Rhône-Alpes et Climat de l'Allier.
En 2010, le climat de la commune est de type climat océanique dégradé des plaines du Centre et du Nord, selon une étude du CNRS s'appuyant sur une série de données couvrant la période 1971-2000. En 2020, Météo-France publie une typologie des climats de la France métropolitaine dans laquelle la commune est exposée à un climat de montagne ou de marges de montagne et est dans une zone de transition entre les régions climatiques « Centre et contreforts nord du Massif Central » et « Nord-est du Massif Central ».
Pour la période 1971-2000, la température annuelle moyenne est de 11,3 °C, avec une amplitude thermique annuelle de 16 °C. Le cumul annuel moyen de précipitations est de 735 mm, avec 9,8 jours de précipitations en janvier et 7 jours en juillet. Pour la période 1991-2020, la température moyenne annuelle observée sur la station météorologique de Météo-France la plus proche, « Chareil-Cintrat_sapc », sur la commune de Chareil-Cintrat à 10 km à vol d'oiseau, est de 11,9 °C et le cumul annuel moyen de précipitations est de 676,1 mm,. Pour l'avenir, les paramètres climatiques de la commune estimés pour 2050 selon différents scénarios d'émission de gaz à effet de serre sont consultables sur un site dédié publié par Météo-France en novembre 2022.

## Urbanisme

### Typologie
Au 1er janvier 2024, Taxat-Senat est catégorisée commune rurale à habitat très dispersé, selon la nouvelle grille communale de densité à 7 niveaux définie par l'Insee en 2022.
Elle est située hors unité urbaine et hors attraction des villes,.

### Occupation des sols

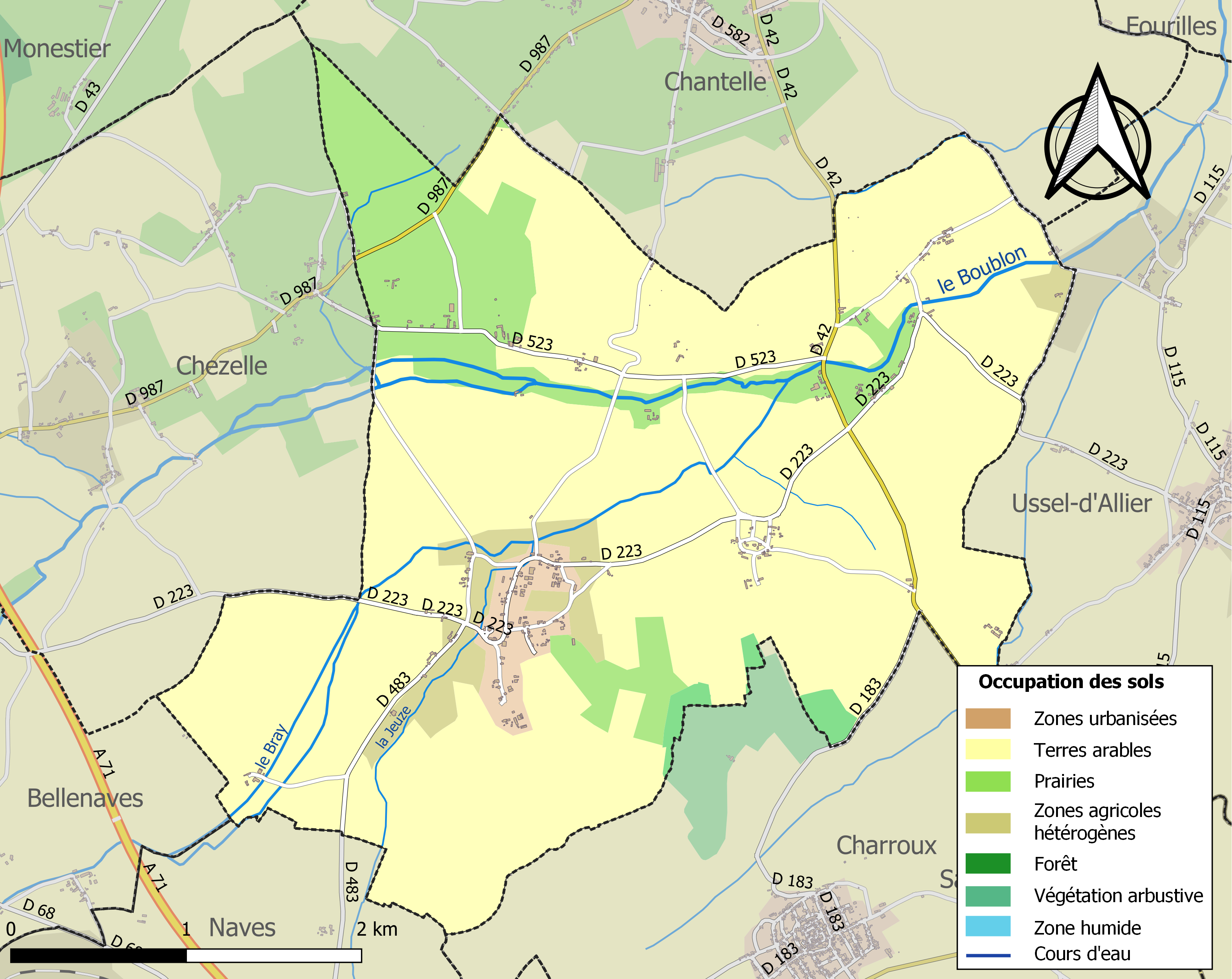
Carte des infrastructures et de l'occupation des sols de la commune en 2018 (CLC).

L'occupation des sols de la commune, telle qu'elle ressort de la base de données européenne d’occupation biophysique des sols Corine Land Cover (CLC), est marquée par l'importance des territoires agricoles (96,5 % en 2018), une proportion identique à celle de 1990 (96,5 %). La répartition détaillée en 2018 est la suivante : 
terres arables (78,1 %), prairies (14,2 %), zones agricoles hétérogènes (4,1 %), zones urbanisées (2,5 %), milieux à végétation arbustive et/ou herbacée (1 %).
L'IGN met par ailleurs à disposition un outil en ligne permettant de comparer l’évolution dans le temps de l’occupation des sols de la commune (ou de territoires à des échelles différentes). Plusieurs époques sont accessibles sous forme de cartes ou photos aériennes : la carte de Cassini (XVIIIe siècle), la carte d'état-major (1820-1866) et la période actuelle (1950 à aujourd'hui).

## Histoire
Avant 1789, la commune faisait partie de l'ancienne province d'Auvergne.

## Politique et administration

### Découpage territorial
Par arrêté préfectoral du 2 janvier 2024, la commune est retirée le 1er janvier 2024 de l'arrondissement de Moulins et rattachée à l'arrondissement de Vichy.

### Liste des maires
| Période                                  | Période                   | Identité               | Étiquette | Qualité                        |
| ---------------------------------------- | ------------------------- | ---------------------- | --------- | ------------------------------ |
| Les données manquantes sont à compléter. |                           |                        |           |                                |
| avant 1981                               | 2001                      | Olivier Thonier        | DVD       | Propriétaire (château de Mont) |
| mars 2001                                | décembre 2016             | Michel Dumas           | DVD       | Retraité                       |
| 16 décembre 2016                         | En cours (au 29 mai 2020) | Jean-Philippe Guittard |           | Réélu le 28 mai 2020           |

## Population et société

### Démographie
L'évolution du nombre d'habitants est connue à travers les recensements de la population effectués dans la commune depuis 1793. Pour les communes de moins de 10 000 habitants, une enquête de recensement portant sur toute la population est réalisée tous les cinq ans, les populations de référence des années intermédiaires étant quant à elles estimées par interpolation ou extrapolation. Pour la commune, le premier recensement exhaustif entrant dans le cadre du nouveau dispositif a été réalisé en 2007.

En 2022, la commune comptait 211 habitants, en évolution de +2,93 % par rapport à 2016 (Allier : −1,38 %, France hors Mayotte : +2,11 %).
| 1793 | 1800 | 1806 | 1821 | 1831 | 1836 | 1841 | 1846 | 1851 |
| ---- | ---- | ---- | ---- | ---- | ---- | ---- | ---- | ---- |
| 344  | 293  | 228  | 294  | 387  | 708  | 719  | 730  | 704  |

| 1856 | 1861 | 1866 | 1872 | 1876 | 1881 | 1886 | 1891 | 1896 |
| ---- | ---- | ---- | ---- | ---- | ---- | ---- | ---- | ---- |
| 650  | 681  | 658  | 646  | 637  | 606  | 629  | 643  | 616  |

| 1901 | 1906 | 1911 | 1921 | 1926 | 1931 | 1936 | 1946 | 1954 |
| ---- | ---- | ---- | ---- | ---- | ---- | ---- | ---- | ---- |
| 620  | 640  | 604  | 479  | 494  | 494  | 516  | 437  | 406  |

| 1962 | 1968 | 1975 | 1982 | 1990 | 1999 | 2006 | 2007 | 2012 |
| ---- | ---- | ---- | ---- | ---- | ---- | ---- | ---- | ---- |
| 364  | 321  | 274  | 239  | 213  | 210  | 225  | 227  | 218  |

| 2017 | 2022 | - | - | - | - | - | - | - |
| ---- | ---- | - | - | - | - | - | - | - |
| 196  | 211  | - | - | - | - | - | - | - |

### Enseignement
Taxat-Senat dépend de l'académie de Clermont-Ferrand. Il n'existe aucune école.
Hors dérogations à la carte scolaire, les collégiens se rendent à Bellenaves et les lycéens à Saint-Pourçain-sur-Sioule.

### Chômage
Le taux de chômage était de 10,1% en 2017.

## Culture locale et patrimoine

### Lieux et monuments

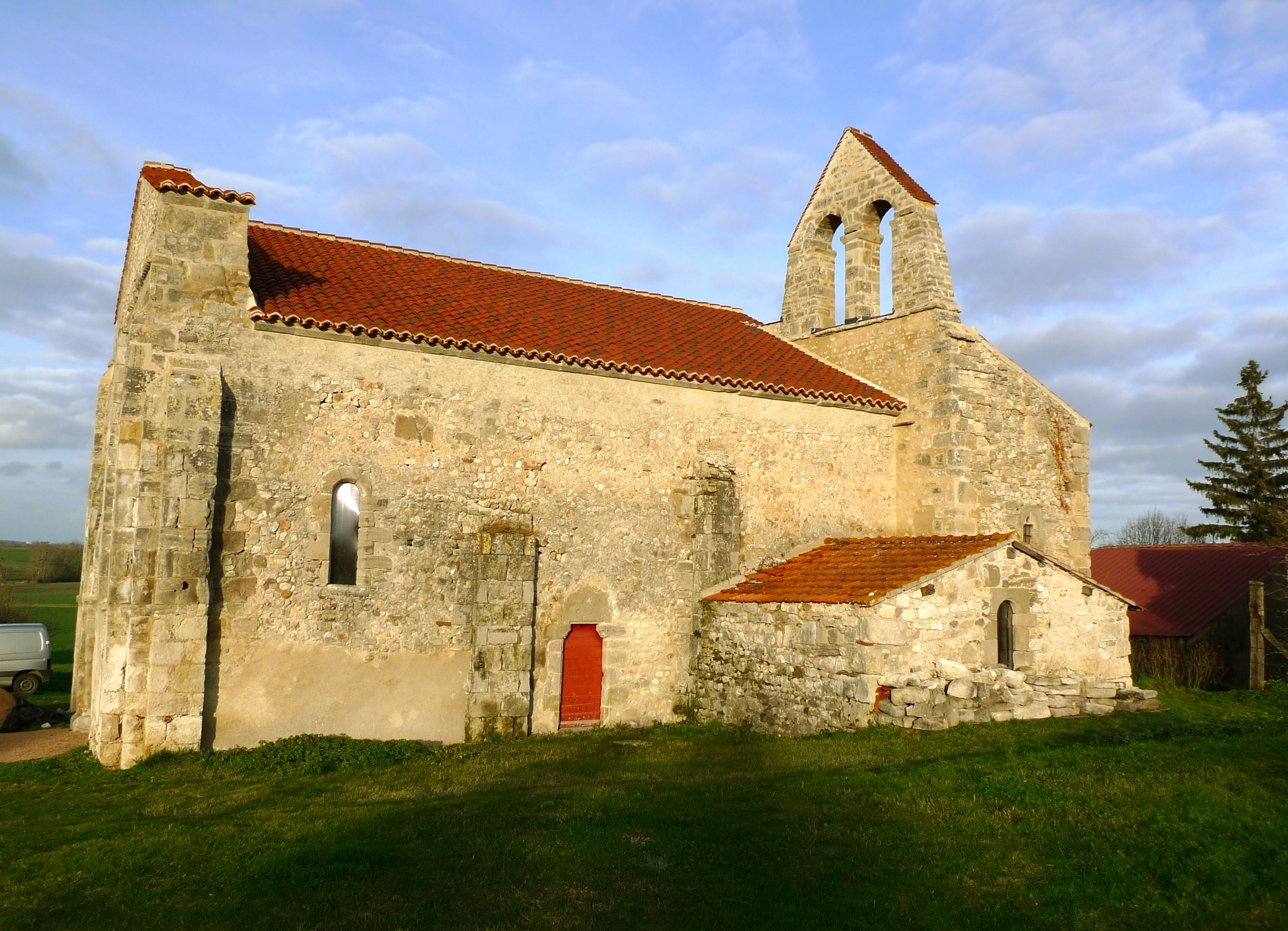
L'église Saint-André de Taxat.

- Église romane Saint-André de Taxat du XIIe siècle et ses riches fresques du XIVe siècle, inscrite à l'Inventaire supplémentaire des Monuments Historiques le 12 mars 1942[28]. Elle est longtemps restée en partie ruinée (elle a perdu sa couverture dans les années 1950). Depuis les années 1980, l'association des Amis du Vieux Taxat s'est donné pour objectif de restaurer le bâtiment qui lui appartient depuis quelques années. Pour cela, cette association met en place des activités et des animations pour insérer au mieux l'église dans le paysage social et culturel local.
- Église Saint-Martin de Senat, dont l'abside et le clocher sont inscrits à l'Inventaire supplémentaire des Monuments Historiques le 17 avril 1931[29]. Aujourd'hui église paroissiale.
- Château de Buchepot.
- Château de Mont.
- Château des Granges. XVe siècle.
- Château de Senat. XVIIIe siècle. Pigeonnier-porche.

### Personnalités liées à la commune
- Jean-Baptiste Joseph Lucas (1737-1800), député de l'Allier sous la Révolution.
- Hubert Pradon-Vallancy (1891-1943), député de l'Allier de 1928 à 1932. Né au château de Mont, à Taxat-Senat ; maire de Taxat-Senat.

## Héraldique
| Blason à dessiner | Blason  | De sinople à l'étai d'or accompagné en chef d'une tête de vache, en flancs de deux cloches et en pointe d'un épi de blé, le tout du même. |
| Blason à dessiner | Détails | Le statut officiel du blason reste à déterminer.                                                                                          |